# Dupačky

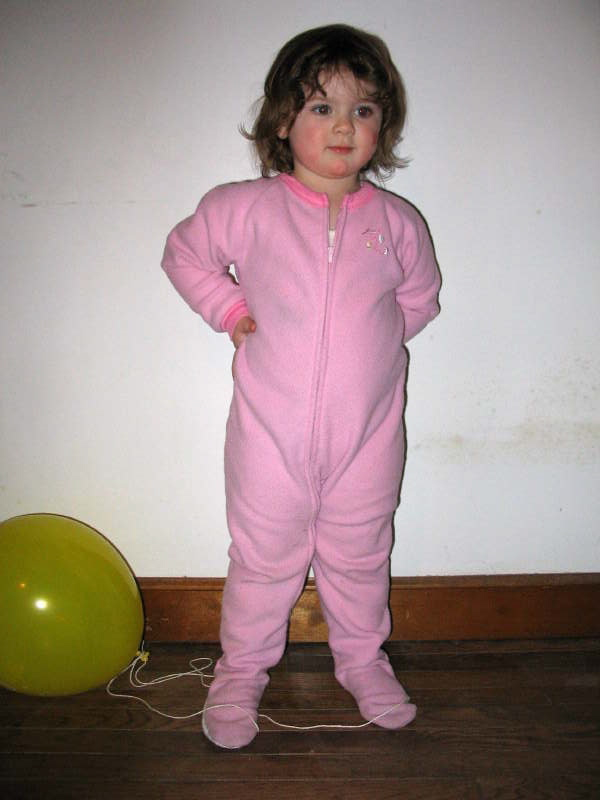
Dvouleté dítě v dupačkách

Dupačky, dříve také punčoškové kalhotky, jsou dětské oblečení většinou určené pro batolata. Kalhotová část je spojena s částí horní, takže dupačky tvoří komplet. Prodávají se v různých barvách, velikostech i tloušťkách, aby byly vhodné pro nošení v zimě i v létě. Na chodidlech bývají někdy doplněny plochou z neklouzavého materiálu. V textilních přehledech bývají řazeny mezi kojenecké prádlo v rámci pletených výrobků, případně mezi kojenecké zboží v rámci pleteného vrchního ošacení.
Primární úlohou dupaček je udržovat nohy v teple a držet pleny na místě. Jejich nevýhodou je možnost hromadění vlasů na vnitřní straně šlapek, což může být pro dítě nekomfortní. Starší literatura doporučovala chodidla odstřihnout, jakmile dítě jejich velikosti odroste.

## Historie
Dupačky se začaly ve větší míře užívat teprve ve druhé polovině 20. století. Před jejich rozšířením plnily u dětí podobnou funkci dlouhé „chovací“ košilky, které zakrývaly i nohy. Na celosvětovém rozšíření dupaček se silně podepsal americký podnikatel Walter Artzt, zakladatel firmy Babygro. Dupačky navrhl v 50. letech 20. století poté, co u svého vnuka zpozoroval, že se mu oblečení uprostřed těla snadno vyhrnuje a je mu to nepříjemné. Pro výrobek využil elastickou tkaninu, kterou si krátce předtím patentoval. Podnik byl značně úspěšný (v roce 1976 ovládalo Babygro 65 % britského trhu s dupačkami) a v angličtině se označení „babygro“ či „babygrow“, původně název značky, zaužívalo jako obecné označení pro dupačky kteréhokoliv výrobce. V českém prostředí se označení „dupačky“ užívalo již na konci 40. let.
Kolem roku 2012 dosáhly úspěchu také „dupačky pro dospělé“, overaly určené pro pohodlné a praktické nošení. Jess Cartner-Morley, módní specialistka deníku Guardian, vysvětlovala trend jako důsledek rozmlžování hranic mezi soukromým a veřejným životem v éře sociálních médií. Móda dospělých dupaček se u části veřejnosti setkala s ostrým odmítnutím, neboť v nich dospělí lidé údajně „vypadají jako děti“, popřípadě má dokonce jít o symbolické odmítnutí odpovědnosti. Anne Malewski označila tyto reakce za součást „širší morální paniky“ týkající se ošacení nepřiměřeného věku nositele, a především „infantilizace“ dospělých.